# Dub u Postřižína
Dub u Postřižína je památný strom, který roste na hranici okresu Praha-východ a Mělník přímo u silnice z Postřižína do Odoleny Vody.

## Základní údaje
- název: Dub u Postřižína
- výška: 14 m (1999)[1]
- obvod: 477 cm (1999)[1]
- věk: 300 let[2][3]
- sanace: 7. březen 2011[2][3]
- souřadnice: 50°13'55.34"N, 14°23'54.70"E

## Stav stromu a údržba
Dutý a vypálený kmen se zhruba ve výšce 2,5 metru dělí na tři kosterní větve. Strom je celkově vitální, ale vzhledem k rozsáhlé dutině vyžadoval ošetření. Stromu byl v rámci projektu Zdravé stromy pro zítřek (Nadace Partnerství) v prosinci 2010 udělen grant na odborné ošetření. To provedl 7. března 2011 arborista Adam Pávek za asistence Jana Bernáška. O úpravu okolí památného stromu se pod vedením předsedkyně Ivany Pirné postarala Základní organizace českého svazu ochránců přírody Vodolensis z Odolena Vody.

## Památné a významné stromy v okolí
- Dub v Dolínku (2 km JV)